# Гравере
Гравере (итал. Gravere) — коммуна в Италии, располагается в регионе Пьемонт, в провинции Турин.
Население составляет 682 человека (2008 г.), плотность населения составляет 38 чел./км². Занимает площадь 18 км². Почтовый индекс — 10050. Телефонный код — 0122.
В коммуне 8 сентября особо празднуется Рождество Пресвятой Богородицы.

## Демография
Динамика населения:

## Администрация коммуны
- Официальный сайт: http://www.comune.gravere.to.it